# Kabinett Wilson IV
Das Kabinett Wilson IV wurde im Vereinigten Königreich am 10. Oktober 1974 von Premierminister Harold Wilson gebildet, nachdem seine Labour Party die Unterhauswahl vom 10. Oktober 1974 gewonnen hatte. Wilson hatte zuvor Neuwahlen ausgerufen, da er bei der Unterhauswahl im Februar 1974 keine absolute Mehrheit erhalten hatte und auf die Unterstützung der Liberal Party angewiesen war.

## Regierungszeit
Weil die Wahl vom Februar 1974 keiner der beiden großen Parteien eine absolute Mehrheit im Unterhaus beschert hatte, bewirkte Wilson im September 1974 Neuwahlen, diese ergaben am 16. Oktober 1974 eine absolute Mehrheit der Unterhaussitze für Labour. 
Einige Monate später löste Wilson sein größtes Wahlversprechen ein und ließ am 5. Juni 1975 eine Volksabstimmung über die Mitgliedschaft des Landes in der Europäischen Wirtschaftsgemeinschaft abhalten. Die Befürworter, zu denen auch Wilson selbst gehörte, gewannen mit 67 % der Stimmen.
Am 16. März 1976 erklärte Wilson überraschend seinen Rücktritt als Premierminister und erklärte, er wolle sich ganz aus der Politik zurückziehen. Er gab an, er habe schon immer vorgehabt, mit 60 in Pension zu gehen und er sei körperlich und geistig erschöpft, und er litt auch am Frühstadium der Alzheimerschen Krankheit. Sein Gedächtnis und seine Konzentrationsfähigkeit zeigten immer mehr Schwächen.
Außenminister James Callaghan wurde als sein Nachfolger an der Parteispitze gewählt und übernahm in der Folge am 5. April 1976 von Wilson das Amt des Premierministers und bildete das Kabinett Callaghan.

## Minister
Dem Kabinett gehörten folgende Minister an:
| Zugehörigkeit |  | Labour |

| Amt                                                                              | Bild             | Person                              | Partei       | Partei           | Amtszeit         | Amtszeit      |
| -------------------------------------------------------------------------------- | ---------------- | ----------------------------------- | ------------ | ---------------- | ---------------- | ------------- |
| Premierminister Erster Lord des Schatzamtes Minister für den öffentlichen Dienst | Harold Wilson    | Harold Wilson                       |              | Labour Party     | 10. Oktober 1974 | 5. April 1976 |
| Lordpräsident des Rates Leader of the House of Commons                           |                  | Edward Short                        | Labour Party | 10. Oktober 1974 | 5. April 1976    |               |
| Lordkanzler                                                                      | Elwyn Jones      | Elwyn Jones, Baron Elwyn-Jones      | Labour Party | 10. Oktober 1974 | 5. April 1976    |               |
| Lordsiegelbewahrer                                                               |                  | Malcolm Shepherd, 2. Baron Shepherd | Labour Party | 10. Oktober 1974 | 5. April 1976    |               |
| Schatzkanzler Zweiter Lord des Schatzamtes                                       | Denis Healey     | Denis Healey                        | Labour Party | 10. Oktober 1974 | 5. April 1976    |               |
| Parlamentarischer Sekretär im Schatzamt                                          |                  | Bob Mellish                         | Labour Party | 10. Oktober 1974 | 5. April 1976    |               |
| Außenminister                                                                    | James Callaghan  | James Callaghan                     | Labour Party | 10. Oktober 1974 | 5. April 1976    |               |
| Innenminister                                                                    | Roy Jenkins      | Roy Jenkins                         | Labour Party | 10. Oktober 1974 | 5. April 1976    |               |
| Minister für Landwirtschaft und Ernährung                                        |                  | Fred Peart                          | Labour Party | 10. Oktober 1974 | 5. April 1976    |               |
| Verteidigungsminister                                                            |                  | Roy Mason                           | Labour Party | 10. Oktober 1974 | 5. April 1976    |               |
| Minister für Bildung und Wissenschaft                                            |                  | Reg Prentice                        | Labour Party | 10. Oktober 1974 | 10. Juni 1975    |               |
| Minister für Bildung und Wissenschaft                                            | Fred Mulley      | Frederick Mulley                    | Labour Party | 10. Juni 1975    | 5. April 1976    |               |
| Minister für Beschäftigung                                                       | Michael Foot     | Michael Foot                        | Labour Party | 10. Oktober 1974 | 5. April 1976    |               |
| Energieminister                                                                  |                  | Eric Varley                         | Labour Party | 10. Oktober 1974 | 10. Juni 1975    |               |
| Energieminister                                                                  | Tony Benn        | Tony Benn                           | Labour Party | 10. Juni 1975    | 5. April 1976    |               |
| Umweltminister                                                                   | Tony Crosland    | Anthony Crosland                    | Labour Party | 10. Oktober 1974 | 5. April 1976    |               |
| Industrieminister                                                                | Tony Benn        | Tony Benn                           | Labour Party | 10. Oktober 1974 | 10. Juni 1975    |               |
| Industrieminister                                                                |                  | Eric Varley                         | Labour Party | 10. Juni 1975    | 5. April 1976    |               |
| Kanzler des Herzogtums Lancaster                                                 |                  | Harold Lever                        | Labour Party | 10. Oktober 1974 | 5. April 1976    |               |
| Minister für Nordirland                                                          | Merlyn Rees      | Merlyn Rees                         | Labour Party | 10. Oktober 1974 | 5. April 1976    |               |
| Ministerin für Preise und Verbraucher                                            | Shirley Williams | Shirley Williams                    | Labour Party | 10. Oktober 1974 | 5. April 1976    |               |
| Minister für Schottland                                                          |                  | William Ross                        | Labour Party | 10. Oktober 1974 | 5. April 1976    |               |
| Ministerin für soziale Dienste                                                   | Barbara Castle   | Barbara Castle                      | Labour Party | 10. Oktober 1974 | 5. April 1976    |               |
| Handelsminister                                                                  |                  | Peter Shore                         | Labour Party | 10. Oktober 1974 | 5. April 1976    |               |
| Minister für Wales                                                               | John Morris      | John Morris                         | Labour Party | 10. Oktober 1974 | 5. April 1976    |               |
| Minister für Planung und Kommunalverwaltung                                      |                  | John Silkin                         | Labour Party | 18. Oktober 1974 | 5. April 1976    |               |
| Minister für überseeische Entwicklung                                            |                  | Reg Prentice                        | Labour Party | 10. Juni 1975    | 5. April 1976    |               |